# 미하일 케르자코프
미하일 아나톨리예비치 케르자코프(러시아어: Михаил Анатольевич Кержаков, 1987년 1월 28일 ~ )는 러시아의 축구 선수로 포지션은 골키퍼이다. 현재는 러시아 프리미어리그의 제니트 상트페테르부르크 소속으로 뛰고 있다. 레닌그라드주 킨기세프 출신이며 알렉산드르 케르자코프의 동생이기도 하다.